# G-men (雑誌)
G-men（ジーメン）とは、日本のゲイ雑誌である。発行は株式会社メディレクト（旧、古川書房）。

## 概要
1995年4月創刊。月刊『Badi』と並ぶゲイ雑誌であり、筋肉などの男性的要素が強い嗜好を主に扱っている。ちなみに、かつて存在した『Gメン』（1947年創刊）という雑誌とは無関係である。
表紙に関しては、創刊から124号まで田亀源五郎や児雷也のイラストを使用し、以降は公募によるモデルを被写体とした実写の表紙が主流となった。その後、200号から207号まで一時的にイラストが採用されたのち、228号以降はTAMAやJIRO-ARTが表紙絵を担当することになり、イラストカバーが復活した。
創刊から21年目となった2016年の2月17日、第241号をもって休刊することが発表された。休刊後については、電子書籍としての配信に加え、コミックスおよび小説書籍の発刊、不定期でのDVDや雑誌の発売も予定している。休刊により中断した連載作品は、そのいずれかの形で発表する可能性があるとしている。

## 内容
主にグラビア・成人漫画・官能小説によって構成されている。創刊からしばらくはDVDが付属していなかったが、102号からDVDが同梱されるようになった。その後、236号で価格が改定されると同時に付録DVDは廃止された。
グラビアはカラーページに掲載されており、基本的に何かしらのテーマを定めて撮影されているほか、ストーリー仕立てで展開していくこともある。付属DVDにはグラビアのメイキング映像も収録されていた。
創刊以降、漫画の分野では田亀源五郎・児雷也・戎橋政造といった日本国外でも知られている漫画家に加え、現在まで長年に渡って活動している市川和秀・NODAガク・戦艦コモモのほか、多くの作家の作品を掲載してきた。また、松崎司や松武などのBL系・同人系で活動していた作家を参入させることもあった。ちなみに、熊田プウ助による4コマ漫画「極楽コロシアム!!」は、本誌で最も長く連載されている作品である。
官能小説の挿絵などを担当するイラストレーターには、越後屋辰之進や龍谷尚樹のほか多数の作家を擁してきた。晃次郎やTAMAといった、当初はイラストで本誌にデビューしたが、漫画の分野でも活動がある作家も存在する。なお、2013年までは複数の作家による一枚絵を集めた「男絵画廊」というコーナーが掲載されていた。
官能小説の分野においても、初期の頃から活動している小玉オサムや城平海をはじめ、南風鈴、居向田太牟、夏田涼介、武藤俊介、あすかともゆきなど、多数の作家が作品を発表してきた。そのほか、小説を原作とした漫画作品も多く存在しており、積極的に漫画化が行われている。

## 販売
毎月21日に全国で発売されていた。定価は、創刊から101号まで何度か改定があったのち、102号からDVDが付属して以降は1800円で定着。2014年4月の消費税増税に伴い219号から1850円に変更され、236号で付録DVDが廃止されると同時に1620円に改定となった。

## 関係者
長谷川博史（ピンクベア）
初代編集長。『Badi』の創刊にも携わった。日本HIV陽性者ネットワーク「ジャンププラス」の理事を務めた。2022年3月没。
冨田格（GaGa・n・Bo）
2代目編集長。初代以降、長年に渡って編集長を務めた。2014年には「トーク オブ レインボーウィークin中野」に参加。
岩澤龍（ろん）
2014年後半から3代目編集長に就任した、読者出身の編集者。『SUPER SM-Z』の編集長や、社名変更後のメディレクト取締役も兼任している。
サムソン高橋
元『SAMSON』編集者。担当コーナーに「永遠の補助席」「ALWAYS UNPROUD」がある。

## 関連誌
雑誌
- SUPER SM-Z - SM誌。2004年創刊[11]。2013年春号をもって不定期刊行化[12]。
- G-men小説スペシャル - 2006年に4月増刊号として発行された。

漫画誌
- 爆男 - 2004〜2006年 既刊6巻
- 激男 - 2005〜2008年 既刊14巻
- 裏 激男（ウラゲキ） - 2007〜2008年 既刊5巻
- GBless - 2009〜2010年 既刊10巻
- コミックG.G. - 2011年〜2014年 既刊13巻

## 問題
2014年1月、創刊からの作家の一人である戎橋政造が、当時連載していた「田舎の揉み屋」（原作：小玉オサム）を原稿料の未払いを理由に打ち切った。加えて、『G-men』および『コミックG.G.』での仕事も行わないと表明。戎橋本人が問い合わせても、GaGa・n・Bo編集長からの原稿料に関する返答や原稿料の振込はなく、この件をTwitter上で公表した戎橋に対して訴訟の可能性を示唆しつつ一部ツイートの削除を指示していた。なお、戎橋は以前にも原稿料が振り込まれないことがあったと述べている。その後、この件に関しては解決する。
2014年2月、インターネット上で配信されている戎橋政造の作品の印税が、平成24年6月から未払いであることがわかる。のちに、この件に関しても決着がついた。
2014年10月、『G-men』12月号の編集後記にて、ろん編集長からGaGa・n・Bo元編集長が携わった業務についての謝罪が述べられた。しかし、業務内容に関しての具体的な言及はなく、戎橋政造の件との関係も不明。
2016年2月、最終巻となった241号にて、創刊当時から赤字続きであったことが明かされた。多額の債務を抱えたことで、会社の存続はもとより、元編集長GaGa・n・Boや田亀源五郎にも自己破産の危機が迫ったこともあったと同号では述べられている。